# Cascade de Kolešino
La cascade de Kolešino (en macédonien Колешински Водопад) est une cascade naturelle située près du village de Kolešino, dans la commune de Novo Selo, dans le sud-est de la Macédoine du Nord. Elle se trouve à 610 mètres d'altitude dans le massif de la Belassitsa, qui marque la frontière avec la Grèce, et elle fait partie de la Baba, un petit cours d'eau montagnard. La cascade mesure 19 mètres de hauteur. Il s'agit d'un des sites touristiques les plus importants de cette région du pays.